# Селенат кобальта(II)

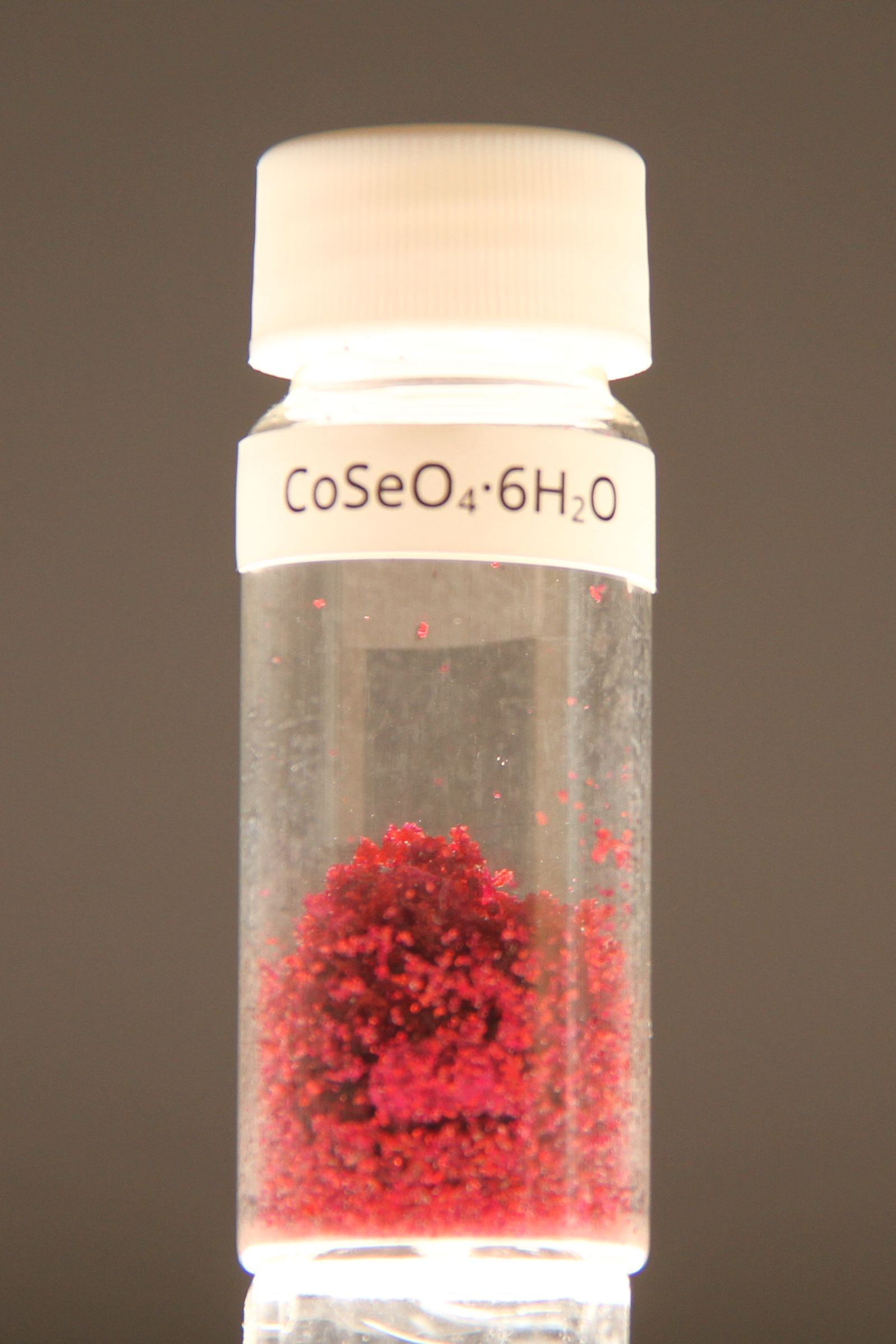
Селенат кобальта(II) в виале

Селенат кобальта(II) — неорганическое соединение,
соль кобальта и селеновой кислоты с формулой CoSeO4,
фиолетовые кристаллы,
растворяется в воде,
образует кристаллогидраты.

## Получение
- Реакция селеновой кислоты и карбоната кобальта:

{\displaystyle {\mathsf {CoCO_{3}+H_{2}SeO_{4}\ {\xrightarrow {70^{o}C}}\ CoSeO_{4}+CO_{2}\uparrow +H_{2}O}}}

## Физические свойства
Селенат кобальта(II) образует фиолетовые кристаллы
ромбической сингонии,
пространственная группа P bnm,
параметры ячейки a = 0,4892 нм, b = 0,9050 нм, c = 0,6741 нм, Z = 4.
При давлении 4 ГПа и температуре 400°С происходит переход в фазу
ромбической сингонии,
пространственная группа C mcm,
параметры ячейки a = 0,5439 нм, b = 0,810 нм, c = 0,6522 нм, Z = 4 .
Растворяется в воде.
Образует кристаллогидраты состава CoSeO4•n H2O, где n = 1, 4, 5, 6 и 7 .
Кристаллогидрат состава CoSeO4•4H2O образует кристаллы
моноклинной сингонии,
пространственная группа P 21/n,
параметры ячейки a = 0,607 нм, b = 1,347 нм, c = 0,808 нм, β = 90,77°, Z = 4 .